# Shūto Kawai
Shūto Kawai (japanisch 河合 秀人 Kawai Shūto; * 1. Oktober 1993 in der Präfektur Osaka) ist ein japanischer Fußballspieler.

## Karriere
Kawai erlernte das Fußballspielen in der Schulmannschaft der Kyoto Tachibana High School und der Universitätsmannschaft der Osaka-Gakuin-Universität. Seinen ersten Vertrag unterschrieb er 2016 bei Gainare Tottori. Der Verein, der in der Präfektur Tottori beheimatet ist, spielte in der dritten japanischen Liga, der J3 League. Für den Verein absolvierte er 58 Drittligaspiele. 2018 wechselte er nach Nagano zum Ligakonkurrenten AC Nagano Parceiro. Für Nagano spielte er 26-mal in der dritten Liga. FC Ryūkyū, ein Zweitligist, nahm ihn Anfang 2019 für zwei Jahre unter Vertrag. Für Ryūkyū spielte er 63-mal in der zweiten Liga. Im Januar 2021 verpflichtete ihn der ebenfalls in der zweiten Liga spielende Matsumoto Yamaga FC. Nach Ende der Saison 2021 belegte er mit dem Verein aus Matsumoto den letzten Tabellenplatz und musste in die dritte Liga absteigen. Für Matsumoto absolvierte er 38 Zweitligaspiele. Nach dem Abstieg verließ er den Verein und schloss sich im Januar 2022 dem Zweitligisten Montedio Yamagata an.